# Бабаев, Ариф Гаджи оглы
Ариф Гаджи оглы Бабаев (азерб. Arif Hacı oğlu Babayev; 24 сентября 1928, Баку, Азербайджанская ССР — 26 августа 1983, Баку) — советский кинорежиссёр, Заслуженный деятель искусств Азербайджанской ССР (1964).

## Биография
Ариф Бабаев родился 24 сентября 1928 года в Баку. Семья Бабаевых жила на Крепостной улице в квартале Ичери шехер. С детства Ариф посещал театральные кружки. Увлечение театром привело его в театральный техникум. К этому времени ему стали доверять эпизодические роли в спектаклях «Меликмамед», «Гарача гыз», «Ибрат».
В 1946 году на базе театрального техникума создается Азербайджанский государственный театральный институт. Ариф Бабаев зачисляется на режиссёрский факультет, на курс видного педагога, режиссёра и актёра Мехти Мамедова. В спектакле «Ревизор» по пьесе Н. В. Гоголя «Ревизор» М. Мамедов доверяет А. Бабаеву роль Городничего. В 1953 году А. Бабаев окончил институт и был направлен по распределению в Нахичеванский театр. В этом театре он осуществил постановку спектакля по пьесе Н. В. Гоголя «Женитьба». Через короткое время он вернулся в Баку и устроился на работу режиссёром в Театр юного зрителя.
14 февраля 1956 года впервые в эфир вышла первая передача азербайджанского телевидения. Арифа Бабаева приглашают работать на телевидение. В 1956 году он снял первый документальный фильм «Дети нашего города», положив этим начало созданию азербайджанского телевизионного кино. В 1959 году его назначают главным режиссёром Азербайджанского телевидения. В эти годы он снял ряд документальных фильмов, поставил телевизионные спектакли по произведениям Мусы Джалила «Моабитская тетрадь», Тараса Шевченко «Слепая», Расула Рзы «Закон», Мехти Гусейна «Утро».
В 1964 году стал первым работником телевидения в Азербайджане, получившим звание «Заслуженный деятель искусств». В том же году был приглашен на киностудию «Азербайджанфильм». В 1964 году он снял по сценарию Имрана Касумова короткометражный фильм «Вершина» — одну из новелл киноальманаха «Кого мы больше любим». Это был первый из 9 фильмов, снятых режиссёром.

## Фильмография
- 1964 — Вершина
- 1967 — Человек бросает якорь
- 1968 — Последняя ночь детства
- 1971 — День прошёл
- 1973 — Твой первый час
- 1975 — Яблоко как яблоко
- 1977 — Удар в спину
- 1979 — Простите нас
- 1981 — Послезавтра, в полночь